# 水咲まりな
水咲 まりな（みずさき まりな、11月10日 - ）は、日本の女性声優。東京都出身。プロダクション・エース所属。

## 人物
2025年3月31日、同日付でオフィスPACが事業停止したことに伴い、プロダクション・エースに移籍。
特技は水泳。趣味は歌うこと。

## 出演

### テレビアニメ
- 神撃のバハムート VIRGIN SOUL（2017年）
- 啄木鳥探偵處（2020年、女性客）
- ばいばい、アース（2024年、町人）

### 劇場アニメ
- 金の国 水の国（2023年、ウーリーン）
- デッドデッドデーモンズデデデデデストラクション（2024年、小野） - 前後章[一覧 1]

### ゲーム
- ドラゴンクエストXI 過ぎ去りし時を求めて S（2019年）
- ファイナルファンタジーVII リメイク（2020年）
- デッドライジング デラックスリマスター（2024年）

### 吹き替え

#### 映画
- ガーディアンズ・オブ・ギャラクシー:VOLUME 3[5]
- グッド・ボーイズ
- ゴーストバスターズ/フローズン・サマー[6]
- ジングル・ジャングル 魔法のクリスマスギフト
- スリー・ビルボード
- 戦争のはらわたII（少年1）
- バトル・オブ・ザ・セクシーズ
- ピノキオ
- フラクチャード
- ライオン・キング:ムファサ[7]

#### ドラマ
- 気象庁の人々: 社内恋愛は予測不能?!（ミョンジュ）
- 9月の朝 〜カサンドラの物語〜（ジェルシーニョ）
- グッド・ワイフ
- クリミナル・マインド FBI行動分析課
- ケイティ・キーン（ジョシー）
- サイコだけど大丈夫（ユ・ソネ）
- ザ・クラウン（女性招待客）
- シェイズ・オブ・ブルー ブルックリン警察（シルビア）
- スタン・リーのラッキーマン（ジョシー 他）
- それいけ! ゴールドバーグ家
- デイ・アフターZ
- NYガールズ・ダイアリー 大胆不敵な私たち
- ハノーバー高校 落書き事件簿（ギャビ）
- フィアー・ザ・ウォーキング・デッド（マックス 他）
- マーベラス・ミセス・メイゼル
- リバーデイル（ジョシー）
- レイブンのウチはチョー大変!
- レジェンド・オブ・トゥモロー

#### アニメ
- 下の階には澪がいる（翔一の母、通行人女、学祭店員女、学祭客、茶髪女 他）
- スクービー・ドゥー
- スター・ウォーズ:ヤング・ジェダイ・アドベンチャー（相棒 / ヤング・ジェダイ[8]）
- ミッキーマウスとロードレーサーズ
- LEGO スター・ウォーズ/リビルド・ザ・ギャラクシー（イェシ・スカラ）

### ボイスオーバー
- ネクスト・イン・ファッション
- 5ファースト・デート	ティファニー

### シリーズ一覧
1. ↑  前章（2024年）、後章（2024年）